# Sergio Coronado
Sergio Coronado (sinh ngày 13 tháng 5 năm 1970) là một chính khách người Pháp, cựu nghị sĩ Quốc hội Pháp đại diện cho Cư dân Pháp ở nước ngoài.